# Bernardim Ribeiro
Bernardim Ribeiro (Torrão, 1482? — 1552?) foi um escritor e poeta português renascentista. A sua principal obra é a novela Saudades, mais conhecida porém como Menina e Moça (da primeira frase da novela, que se tornou um tópico da literatura portuguesa: Menina e moça me levaram de casa de minha mãe para muito longe…). 
Teria frequentado a corte de Lisboa, colaborou no Cancioneiro Geral de Garcia de Resende, que assim como Bernardim pertenceu à roda dos poetas palacianos juntamente com Sá de Miranda, Gil Vicente e outros.
Foi o introdutor do bucolismo em Portugal.

## Biografia
Praticamente nada se sabe ao certo da vida de Bernardim Ribeiro. Presume-se que nasceu por volta de 1482. Não se conseguiu ainda provar que este poeta Bernardim Ribeiro e um seu homónimo que frequentou, entre 1507 e 1511, a Universidade de Lisboa, e que em 1524 foi nomeado escrivão da câmara, fossem a mesma pessoa. Pensa-se que tenha estudado em Coimbra, onde se formou em leis.
Teria frequentado a corte de Lisboa, colaborou no Cancioneiro Geral de  Resende, que assim como Bernardim pertenceu à roda dos poetas palacianos juntamente com Sá de Miranda, Gil Vicente e outros. Esteve algum tempo na Itália, onde tomou conhecimento inovações literárias. 
Tão misterioso quanto o nascimento é a morte do escritor. Alguns autores datam-na como 1552. Porém, pela leitura da écloga Basto, de Sá de Miranda e escrita antes de 1544, verificamos que este autor se refere ao seu "bom Ribeiro amigo" como já falecido. 
Considerando especulativas todas as referências sobre as datas e locais de nascimento, período de vida e morte de Bernardim Ribeiro, algumas alusões autobiográficas à "aldeia que chamam Torrão" e a um "monte" podem levar-nos a considerar que o autor era oriundo da vila do Torrão, Baixo Alentejo. Na vila encontra-se atualmente uma estátua em homenagem ao escritor.
Outro monumento ao autor pode ser encontrado no Museu de Évora onde existe uma estátua de António Alberto Nunes (1838 - 1912).

## Obras

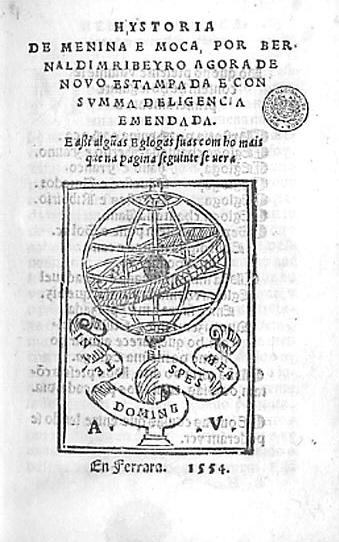
Hystoria de menina e moça, 1554.

Menina e moça me levaram de casa de minha mãe para muito longe. Que causa fosse então a daquela minha levada, era ainda pequena, não a soube. Agora não lhe ponho outra, senão que parece que já então havia de ser o que depois foi. Vivi ali tanto tempo quanto foi necessário para não poder viver em outra parte. Muito contente fui em aquela terra, mas, coitada de mim, que em breve espaço se mudou tudo aquilo que em longo tempo se buscou e para longo tempo se buscava. Grande desaventura foi a que me fez ser triste ou, per aventura, a que me fez ser leda. Depois que eu vi tantas cousas trocadas por outras, e o prazer feito mágoa maior, a tanta tristeza cheguei que mais me pesava do bem que tive, que do mal que tinha.Início de Menina e Moça
As suas obras resumem-se a doze composições insertas no Cancioneiro Geral, cinco éclogas, a sextina Ontem pôs-se o Sol, a novela Menina e Moça e o romance Ao longo de uma ribeira, única composição portuguesa inserida no Cancioneiro Castelhano de 1550 (segundo Carolina Michaelis), só apareceu publicado com as obras completas do poeta na edição de 1645.
Sob o título Trovas de dous pastores, foi feita, em 1536, a primeira impressão de uma écloga (a de Silvestre e Amador). Em 1554, na oficina do hebreu exilado Abraão Usque, em Ferrara (Itália), são editadas as suas obras. Menina e Moça é editada sob o título de História de Menina e Moça. Na segunda edição, de 1557-58, em Évora, com o título de Saudades e a terceira realizada em Colónia a partir da primeira edição.
A segunda edição possui um prolongamento que se costuma aceitar como sendo do autor até ao cap. XXIV. Segundo o investigador Teixeira Rego, não é de recusar liminarmente a hipótese de que Bernardim Ribeiro fosse de origem hebraica. Na verdade, e ainda segundo o referido investigador, o estilo de queixume e lamentoso, mesmo algo bíblico, que encontramos nos primeiros capítulos da Menina e Moça, alguns termos utilizados pelo autor na obra referida, nomeadamente "transmutação" ou "transmigração" e algumas alusões a perseguições e cisões do povo hebraico, implícitas nas falas de uma personagem, podem ser indicadores positivos e atestantes desta hipótese. Soma-se a essas circunstâncias o fato do primeiro editor de Menina e Moça ter sido um judeu português exilado em Itália.
Por outro lado, e de acordo com a afirmação de Helder Macedo, os textos benardinianos encerram "uma meditação mística pessimista… em torno do amor humano e da saudade". Analisando o seu conteúdo, podemos considerar que a Menina e Moça tem um fundo autobiográfico e é, em certa medida, um "roman à clef", definições sugeridas pela recorrência de anagramas (palavras ou frases formadas com a transposição das letras de outras. Ex.: "Natércia" é anagrama de "Caterina"), tais como: Binmarder (Bernardim), Aónia (Joana), Avalor (Álvaro), Arima (Maria), Donanfer (Fernando), etc.

## Estilo
| “ | Em Bernardim a melancolia mergulha no mais cruciante desespero, raiando pelo desvario de um fatalismo herético, muito diferente da anarquia heróica do lirismo camoneano | ” |

Embora leitor de autores clássicos como Virgílio, Ovídio, Petrarca, Sannazaro, Bernardim Ribeiro não é erudito. Utiliza uma linguagem estilizada repleta de arcaísmos.
Não somente é precursor do bucolismo em Portugal, como também possivelmente o primeiro a escrever sextina na língua portuguesa.